# سورن أندرياس كريستوفرسن
سورن أندرياس كريستوفرسن (بالنرويجية البوكمول: Søren Andreas Christophersen)‏ هو دبلوماسي نرويجي، ولد في 6 يوليو 1849، وتوفي في 1933.